# Johannes Hippe
Johannes Hippe (né le 24 juillet 1990 à Oslo) est un joueur de handball norvégien évoluant au poste d'arrière-gauche.

## Biographie
En décembre 2011, Johannes Hippe rejoint le HBC Nantes juste avant la Coupe de la Ligue de handball en tant que « joker médical » pour remplacer Kim Ekdahl Du Rietz. À la suite de ses prestations, il signe un contrat d'un an avec le HBC Nantes, mais quitte finalement le club en octobre 2012 pour rejoindre le club suédois de Lugi Lund HB.